# Maya Angelou
Maya Angelou, pseudônimo de Marguerite Ann Johnson (St. Louis, 4 de abril de 1928 — Winston-Salem, 28 de maio de 2014), foi uma escritora, poetisa e ativista dos Estados Unidos.

## Biografia
Viveu a sua infância na Califórnia, Arkansas, e St. Louis, e viveu com a avó paterna, Annie Henderson, a maior parte de sua infância. Quando tinha 8 anos, foi estuprada pelo namorado da mãe em St. Louis, o que levou a anos de mudez, que finalmente superou com a ajuda de uma vizinha atenciosa e um grande amor pela literatura.    
Aos 15, Maya tornou-se a primeira motorista negra de autocarro em São Francisco e tornou-se mãe solteira numa época em que isso não era comum. Em anos posteriores, ela tornou-se  a primeira mulher negra a ser roteirista e diretora em Hollywood. Na década de 1950 — quando assumiu o pseudônimo "Maya Angelou" — afirmou-se como atriz, cantora e dançarina em várias montagens teatrais que percorreram o país, tais como Porgy and Bess, Calypso Heatwave, The Blacks e Cabaret for Freedom.
Nos anos 60 tornou-se amiga de Martin Luther King Jr. e Malcolm X, vindo a servir na Conferência da Liderança Cristã do Sul com Dr. King, e a trabalhar anos para o movimento de direitos civis. Também nos anos 60, viajou pela África, onde trabalhou como jornalista e professora, ajudando vários movimentos de independência africanos. Em 1970, publicou o primeiro livro, I Know Why the Caged Bird Sings, que foi bem recebido, e no ano seguinte ganhou uma nomeação ara o Prémio Pulitzer em poesia.  
Angelou teve uma carreira longa e distinta. Foi poetisa, escritora, ativista de direitos civis e historiadora, entre outras coisas. Também foi atriz, dançarina e cantora. Atuou na peça de Jean Genet, "The Blacks", e no aclamado seriado, "Roots", ganhador de um Emmy. Angelou provavelmente é conhecida melhor pelos seus trabalhos autobiográficos, que incluem I Know Why the Caged Bird Sings e All God's Children Need Traveling Shoes.  
Em 1993, Angelou leu um de seus poemas, chamado "On the Pulse of Morning", na tomada de posse de Bill Clinton como presidente; este foi um dos pontos altos de sua carreira: recebeu o Grammy de melhor texto recitado pela sua leitura, e novamente a trouxe para a vista do público. Ao final de sua carreira, foi professora de história americana na Wake Forest University, Carolina do Norte, fazia excursões e dava palestras em vários lugares
Morte
Angelou morreu na manhã de 28 de maio de 2014. Ela foi achada por sua enfermeira. Embora Angelou tinha sido relatada com saúde debilitada e tinha cancelado suas aparições agendadas, ela estava trabalhando em outro livro, uma autobiografia sobre suas experiências com líderes nacionais e mundiais. Durante seu memorial em Wake Forest University, seu filho Guy Johnson afirmou que, apesar de estar em constante dor devido a sua carreira dançando e sua insuficiência respiratória, ela escrevera quatro livros durante o último ano da sua vida. Ele disse: "ela deixou este plano mortal sem perda de acuidade e sem perda de compreensão".
Os tributos para Angelou e condolências foram oferecidos por artistas, pessoas ligadas ao entretenimento, e líderes mundiais, incluindo o Presidente Bill Clinton e o Presidente Barack Obama, cuja irmã foi nomeada em homenagem à Angelou. Harold Augenbraum, da National Book Foundation, disse que "o legado de Angelou pode ser admirado e aspirado por todos os escritores e leitores em todo o mundo." Na semana depois de sua morte, "I Know Why the Caged Bird Sings" subiu para primeiro colocado na lista de best-sellers do Amazon.com.
Em 29 de maio de 2014, na igreja de Mount Zion Baptist, em Winston-Salem, da qual Angelou foi membro por 30 anos, foi promovido um memorial público em honra a ela. Em 7 de junho, um memorial privado foi exibido ao vivo em estações locais na área de Winston-Salem/Triad e transmitido ao vivo no site da Universidade com os discursos de seu filho, de Oprah Winfrey, de Michelle Obama e de Bill Clinton. Em 15 de junho, um memorial foi promovido na igreja Glide Memorial, em San Francisco, onde Angelou foi membro por muitos anos. O reverendo Cecil Williams, prefeito Ed Lee, e o ex-prefeito Willie Brown discursaram. 
Em 2015, um selo do serviço postal dos Estados Unidos foi emitido em comemoração a Maya Angelou com a citação: "Um pássaro não canta porque tem a resposta, ele canta porque tem uma música" de Joan Walsh Anglund, embora o selo erroneamente atribui a citação a Angelou. A citação é do livro de poemas A Cup of Sun, de Anglund.

## Obras
Autobiografias
- I Know Why the Caged Bird Sings (1969). New York: Random House. ISBN 978-0-375-50789-2
- Gather Together in My Name (1974). New York: Random House. ISBN 978-0-394-48692-5
- Singin' and Swingin' and Gettin' Merry Like Christmas (1976). New York: Random House. ISBN 978-0-679-45777-0
- The Heart of a Woman (1981). New York: Random House. ISBN 978-0-8129-8032-5
- All God's Children Need Traveling Shoes (1986). New York: Random House. ISBN 978-0-679-73404-8
- A Song Flung Up to Heaven (2002). New York: Random House. ISBN 978-0-375-50747-2
- I Know Why the Caged Bird Sings: The Collected Autobiographies of Maya Angelou (2004). New York: Modern Library. ISBN 978-0-679-64325-8
- Mom & Me & Mom (2013). New York: Random House. ISBN 978-1-4000-6611-7

Poesia
- Maya Angelou, reciting her poem, "On the Pulse of Morning", at President Bill Clinton's inauguration in 1993
- Just Give Me a Cool Drink of Water 'fore I Diiie (1971). New York: Random House. ISBN 978-0-394-47142-6[14]
- Oh Pray My Wings Are Gonna Fit Me Well (1975). New York: Random House. ISBN 0-679-45707-0
- And Still I Rise (1978). New York: Random House. ISBN 978-0-394-50252-6[9]
- Shaker, Why Don't You Sing? (1983). New York: Random House. ISBN 0-394-52144-7[15][16]
- Poems (1986). New York: Random House. ISBN 0-553-25576-2
- Now Sheba Sings the Song (1987). New York: Plume Books. ISBN 0-452-27143-6
- I Shall Not Be Moved (1990). New York: Bantam Books. ISBN 0-553-35458-2
- "On the Pulse of Morning" (1993). New York: Random House. ISBN 0-679-74838-5[17]
- The Complete Collected Poems of Maya Angelou (1994). New York: Random House. ISBN 0-679-42895-X
- Phenomenal Woman: Four Poems Celebrating Women (1995). New York: Random House. ISBN 0-679-43924-2
- A Brave and Startling Truth (1995). New York: Random House. ISBN 0-679-44904-3[18]
- "From a Black Woman to a Black Man", 1995
- "Amazing Peace" (2005). New York: Random House. ISBN 1-4000-6558-5[16]
- "Mother: A Cradle to Hold Me" (2006). New York: Random House. ISBN 1-4000-6601-8
- "Celebrations, Rituals of Peace and Prayer" (2006). New York: Random House. ISBN 978-0-307-77792-8
- Poetry for Young People (2007). Berkshire, U.K.: Sterling Books. ISBN 1-4027-2023-8
- "We Had Him", 2009[19]
- "His Day is Done", 2013[20]
- Personal essays[edit]
- Wouldn't Take Nothing for My Journey Now (1993). New York: Random House. ISBN 0-553-56907-4
- Even the Stars Look Lonesome (1997). New York: Random House. ISBN 0-375-50031-6
- Carta à minha filha : um legado inspirador para todas as mulheres que amam, sofrem e lutam pela vida - no original Letter to My Daughter (2008). New York: Random House. ISBN 1-4000-6612-3

Livros de culinária
- Hallelujah! The Welcome Table: A Lifetime of Memories with Recipes (2004). New York: Random House. ISBN 1-4000-6289-6
- Great Food, All Day Long: Cook Splendidly, Eat Smart (2010). New York: Random House. ISBN 1-4000-6844-4≠←
- Children's books[edit]
- Life Doesn't Frighten Me (1998). New York: Stewart, Tabori, and Chang. ISBN 1-55670-288-4
- My Painted House, My Friendly Chicken and Me (1994). New York: Knopf Books. ISBN 0-517-59667-9
- Kofi and His Magic (1996). New York: Knopf Books. ISBN 0-517-59667-9
- Maya's World series (2004). New York: Random House:
- Itak of Lapland, ISBN 0-375-92833-2
- Angelina of Italy, ISBN 0-375-82832-X
- Renée Marie of France ISBN 0-375-82834-6
- Mikale of Hawaii ISBN 0-375-92835-9

Teatro
- Cabaret for Freedom (musical revue), with Godfrey Cambridge, 1960
- The Least of These, 1966
- The Best of These (drama), 1966
- Gettin' up Stayed on My Mind, 1967
- Sophocles, Ajax (adaptação), 1974
- And Still I Rise (autora/encenadora), 1976
- Moon on a Rainbow Shawl (encenadora), 1978[21]

Cinema e televisão
- Blacks, Blues, Black! (autora, produtora e convidada – programas de dez horas, National Education Television), 1968
- Georgia, Georgia (autora e script and musical score), Suécia, 1972
- All Day Long (autora/realizadora), 1974
- PBS documentaries (1975):
- Who Cares About Kids & Kindred Spirits (KERA-TV, Dallas, Texas)
- Maya Angelou: Rainbow in the Clouds (WTVS-TV, Detroit, Michigan)
- To the Contrary (Maryland Public Television)
- Tapestry and Circles
- Assignment America (six one-half hour programs), 1975
- Part One: The Legacy; Part Two: The Inheritors (writer and host), 1976
- I Know Why the Caged Bird Sings (writer for script and musical score), 1979
- Sister, Sister (autora), 20th Century Fox Television, 1982
- Brewster Place (autora), ABC, 1990
- Down in the Delta (realizadora), Miramax Films, 1998
- The Black Candle (poesia, narração), Starz, 2012

Peças de teatro e filmes em que actuou (lista parcial)
- Porgy and Bess, 1954–1955
- Calypso, 1957
- The Blacks, 1960
- Mother Courage, 1964
- Look Away, 1973
- Roots, ABC, 1977
- Runaway, Hallmark Hall of Fame Productions, 1993
- Poetic Justice, 1993
- Touched by an Angel ("Reunion"), CBS, 1995
- How to Make an American Quilt, Universal Pictures, 1995
- Madea's Family Reunion, Tyler Perry Studios, 2006

Gravações
- Miss Calypso, Scamp Records, 1957
- For the Love of Ivy, ABC Records, 1968
- "And So It Goes" (co-written with Roberta Flack for Flack's album Oasis, 1988[22]
- Been Found (collaborated on 7 tracks with Ashford & Simpson), 1996[22]
- "Music, Deep Rivers in My Soul" (with Wynton Marsalis), 2007[22]

Álbuns de palavra-falada
- The Poetry of Maya Angelou, GWP Records, 1969
- Women in Business, 1981
- On the Pulse of Morning, Random House Audio, 1993[23]
- A Song Flung Up to Heaven, Random House Audio, 2002[23]